# Geflecktblättriger Flämmling
Der Geflecktblättrige oder Gemeine Flämmling (Gymnopilus penetrans) ist eine häufige Pilzart aus der Familie Hymenogastraceae. Sein Name weist auf die bräunlich gefleckten Lamellen im Alter hin.

## Merkmale

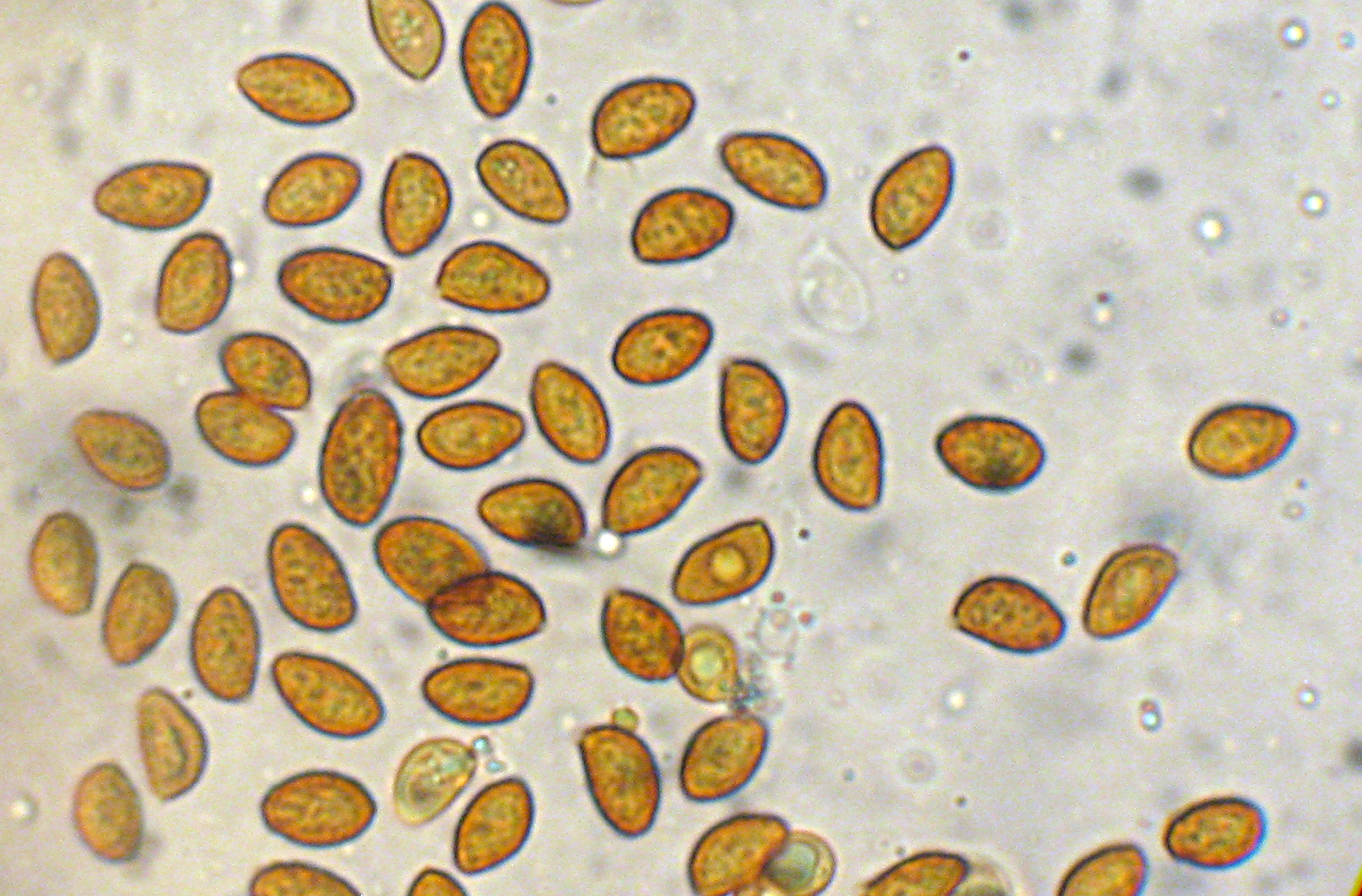
Sporen des Geflecktblättrigen Flämmlings im Lichtmikroskop

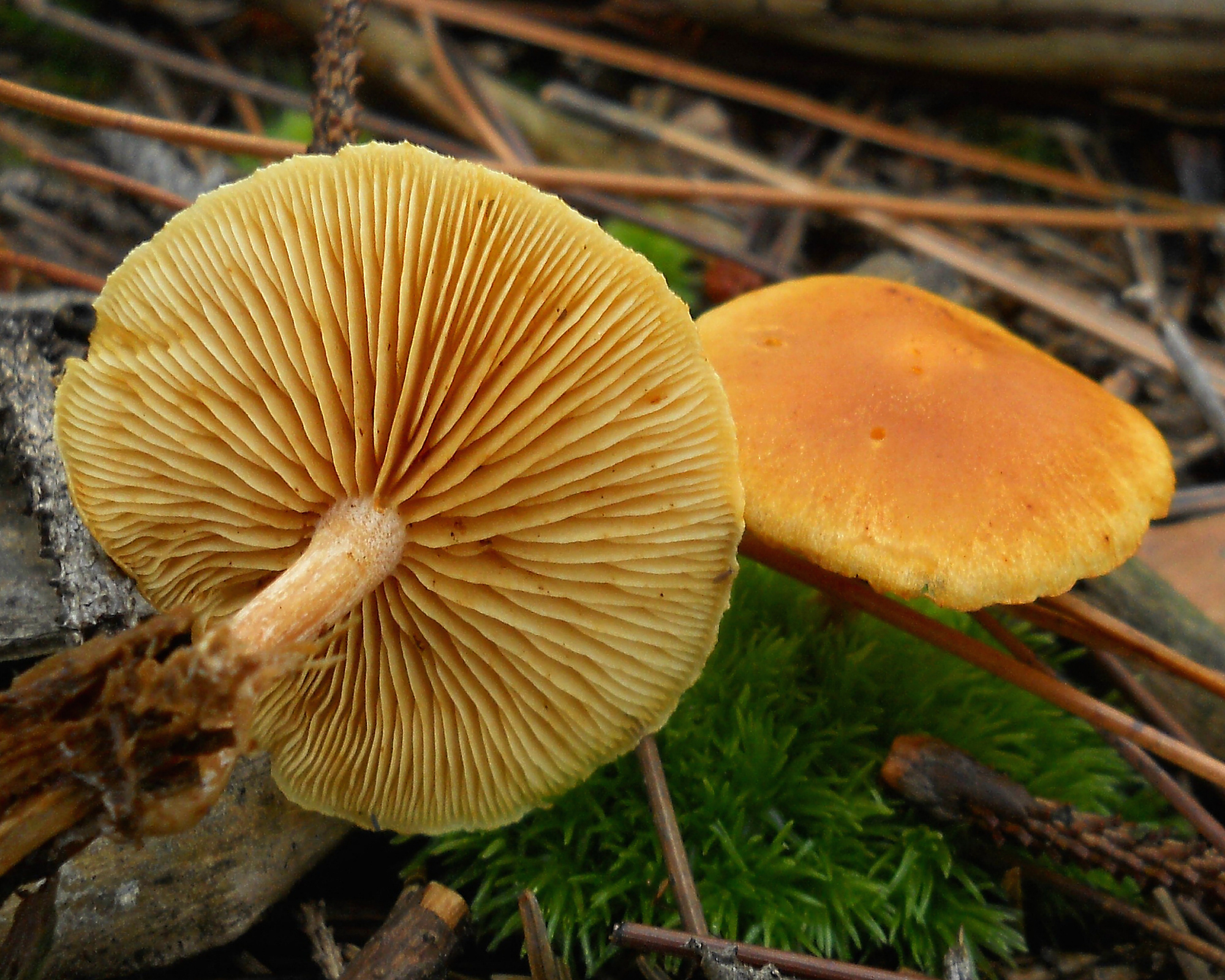
Blick auf die Hutunterseite des Geflecktblättrigen Flämmlings mit den Lamellen

### Makroskopische Merkmale
Der Hut des Geflecktblättrigen Flämmlings ist kräftig zimtfuchsig oder zimtgelb gefärbt und am Rand oft etwas heller. Die Oberfläche ist glatt und kahl, nur leicht eingewachsen-faserig. Manchmal besitzt er dunklere Flecken. Er hat einen Durchmesser von zwei bis fünf Zentimetern. Die Lamellen sind anfangs gelblich und werden bei der Reife zimtbräunlich und haben dann häufig fuchsige Flecken. Die Lamellen stehen gedrängt und sind ausgebuchtet angewachsen. Im Alter stehen sie frei. Der Stiel ist blassgelb und vom weißen Velum überzogen. Manchmal hat er eine cortinaartige Ringspur. Das Fleisch ist gelblich, der Geruch etwas aufdringlich würzig. Der Geschmack ist bitter. Das Sporenpulver ist gelbbräunlich.

### Mikroskopische Merkmale
Die Sporen sind apfelkernförmig, fein warzig und 6,5–8,5 × 4–5,5 Mikrometer groß.

## Artabgrenzung
Die variable Pilzart kann vielen anderen Pilzarten ähnlich sehen, darunter beispielsweise anderen Flämmlingen, Häublingen, Schüpplingen oder Schnitzlingen.

## Ökologie
Wie die Holzritterlinge kommt dieser Flämmling auf Totholz von vorwiegend Nadelbäumen vor, besonders von Kiefern. Er kommt vor allem im Flachland vor und ist auch in Mitteleuropa heimisch.

## Speisewert
Aufgrund des sehr bitteren Geschmacks ist der Pilz ungenießbar.